# إعادة تدوير الخرسانة

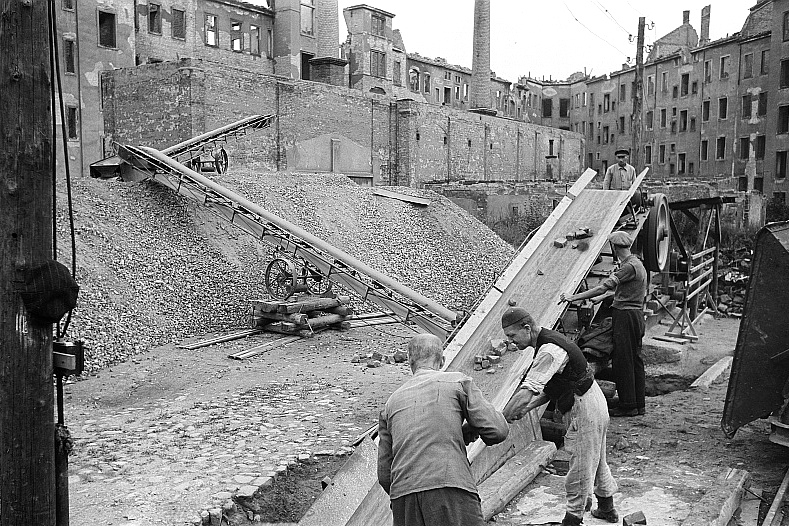

عند هدم الهياكل المصنوعة من الخرسانة أو ترميمها، تصبح إعادة تدوير الخرسانة وسيلة شائعة بصورة متزايدة للاستفادة من الركام. كان من المعتاد في الماضي نقل الخرسانة إلى مدافن النفايات بغرض التخلص منها، إلا أن إعادة التدوير تحمل عددًا من الفوائد التي تجعل منها خيارًا أكثر جذبًا في عصرنا هذا الذي يتسم بقدر أعظم من الوعي البيئي والقوانين البيئية والرغبة في خفض تكاليف البناء.
تُجمع الكتل الخرسانية من مواقع الهدم بواسطة آلة الكسارة. ولا تقبل منشآت الكسر سوى الخرسانة غير الملوثة، والتي يجب أن تكون خالية من النفايات والخشب والورق وغيرها من هذه المواد. تُقبل المعادن مثل حديد التسليح، إذ يمكن إزالتها باستخدام المغناطيس وأجهزة الفرز الأخرى ثم إذابتها عن طريق صهرها لإعادة تدويرها في مكان آخر. تُفرز كُتل الركام المتبقية حسب الحجم. قد تمر الكُتل الكبيرة عبر الكسارة مرة أخرى. بعد إجراء الكسر، تُصفى الجسيمات الدقيقة الأخرى بواسطة مجموعة متنوعة من الطرق، بما في ذلك الانتقاء اليدوي والطفو المائي.
يقلل التكسير في موقع التشييد الفعلي باستخدام الكسارات المتنقلة من تكاليف التشييد والتلوث الناجم عند مقارنته بنقل المواد من وإلى المقلع. تتمكن الآليات الكبيرة المتنقلة على الطرق من سحق أنقاض الأسفلت والخرسانة بمعدل 600 طن في الساعة أو أكثر. تتألف هذه الأنظمة عادة من كسارة الركام، وناقلة تفريغ جانبية، وآلة فرز، وناقلة إرجاع من المفرزة إلى مدخل الكسارة لإعادة معالجة المواد ذات الحجم الزائد. تتوفر أيضًا كسارات دمك مستقلة صغيرة الحجم يمكنها التعامل مع ما يصل إلى 150 طنًا في الساعة وتلائم المناطق الأكثر ضيقًا. يتزايد الاتجاه نحو إعادة التدوير في الموقع مع كميات أصغر من المواد مع ظهور ملحقات الكسارة -تلك المتصلة بمعدات التشييد المختلفة، مثل الحفارات-. وتغطي هذه الملحقات كميات قدرها 100 طن لكل ساعة وأقل.

## استخدامات الخرسانة المُعاد تدويرها
تُستخدم كُتل الخرسانة الصغيرة كحصى في مشاريع البناء الحديثة. توضع طبقة الأساس من الحصى كطبقة سُفلى في الطريق، وتُصب طبقة من الخرسانة أو الأسفلت النقي فوقها. قد تستخدم ا إدارة الطرق السريعة الفيدرالية في الولايات المتحدة مثل هذه الوسائل لتشييد طرق سريعة جديدة من مواد الطرق السريعة القديمة. يمكن أيضًا استخدام الخرسانة المُكسرة المعاد تدويرها كركام جاف للخرسانة الجديدة في حال خلوها من الملوثات. ويمكن أيضًا كسر الأرصفة الخرسانية في مكانها واستخدامها كطبقة أساس لرصيف الأسفلت بواسطة عملية التدبيش.
يمكن استخدام الكُتل الأكبر من الخرسانة المُكسرة في طبقات التبليط الصخري، وهي «طريقة فعالة للغاية وذات شعبية للسيطرة على تعرية المجاري المائية».
مع التحكم الجيد في الجودة في منشآت الكسر، يمكن توفير مواد جيدة التدرج ومُرضية جماليًا كبديل للحجر أو الفرش ذات المناظر الطبيعية.
يمكن ملء أكياس الحجارة (الأقفاص) بخرسانة مُكسرة ومتراكمة معًا لتوفير جدران استنادية اقتصادية. تُستخدم أكياس الحجارة المُكدسة أيضًا لبناء جدران تصفية (بدلًا من السياج).

## استخدام الركام الخشن المُعاد تدويره في الخرسانة
تشير الإحصاءات الأخيرة إلى أن الطلب المتزايد على إجمالي البناء قد يصل إلى 48.3 مليار طن متري بحلول عام 2015 مع بلوغ الاستهلاك أعلى مستوياته في آسيا والمحيط الهادئ. إن الطلب المتزايد على الخرسانة يعني تشييد المزيد من المباني الجديدة بعد هدم المباني القديمة، مما يؤدي إلى توليد كمية كبيرة من نفايات البناء والهدم كناتج عن النمو الاقتصادي. ومع ذلك، فإن الطريقة الأكثر شيوعًا للتخلص من هذه النفايات هي التخلص منها في مدافن النفايات. دون الصيانة الملائمة، يمكن أن تتسبب مدافن النفايات في العديد من المشاكل البيئية مثل تلوث الهواء والمياه. أسفر ذلك، إلى جانب النقص في الموارد الناجم عن النمو في قطاع البناء، إلى زيادة عدد الدول التي بدأت بالنظر في أهمية إعادة تدوير نفايات البناء والهدم.
بصفة عامة، تتمركز إعادة استخدام نفايات البناء وإعادة تدويرها في إعداد الركام المعاد تدويره لاستخدامه في الخرسانة. من خلال إضافة جزء من الركام المعاد تدويره بدلًا من الركام الطبيعي إلى الخليط، لإنتاج الخرسانة المعاد تدويرها، مما يمّكن من الحفاظ على الطاقة والمواد اللازمة لإنتاج الخرسانة.